# オレンジリボン
オレンジリボンとは、日本の児童虐待防止運動のシンボル。虐待で死亡する子供は1週間に1人といわれ、この不幸を根絶しようという運動は年を増すごとに拡大している。厚生労働省は毎年11月を児童虐待防止推進月間に定め、各都市・各地域をリボンのオレンジの色で埋め尽くそうという計画を推進している。

## 起源
2004年に、栃木県小山市で3歳と4歳になる二人の父子家庭の兄弟が、父親の同居人から度重なる暴行を受けていた。それを見たコンビニ店長により警察に通報され一旦は保護されるが、周囲の諸機関が適切な措置を取らなかったために、9月11日ガソリンスタンドで再び暴行を受ける。兄弟は車中においても暴行を受け、息も絶え絶えの状態となったため、兄弟の、父親への事態の露見を恐れた同居人によって橋の上から川に投げ込まれ殺害された（栃木兄弟誘拐殺人事件）。同居人は逮捕され、死刑判決を受けるも病死した。
この事件を受けて、2005年、栃木県小山市の「カンガルーOYAMA」という団体が、二度とこのような事件が起こらないようにという願いを込め、子供虐待防止を目指しオレンジリボン運動を開始した。その後、NPO法人「里親子支援のアン基金プロジェクト」が協力して、大きく発展し、現在は全国各地で活動が拡大している。現在の総合窓口は、NPO法人児童虐待防止全国ネットワークにて行われている。

## オレンジ色
オレンジリボンのオレンジは、前述のNPO法人「里親子支援のアン基金プロジェクト」によって虐待を受け里親に養育が託されたことのある子供らに色を決めることへの参加が呼びかけられ、決められた。「開かれた未来」を象徴する色だという。
なおオレンジリボン運動公式サイトによれば、オレンジのような明るさを持つ色であると共に、選定に携わった里子経験のある側が、無意識のうちに大人たちに暖かさを求めていたためではないかとしている。

## オレンジリボン憲章
NPO法人児童虐待防止全国ネットワークは、オレンジリボン運動について、『オレンジリボン憲章』を提唱している。
私たちは、子供の成長と発展を支援することが社会全体の責任であることを自覚して、次の通り行動します。
1、私たちは、子供の命と心を守ります。
2、私たちは、家族の子育てを支援します。
3、私たちは、里親と施設の子育てを支援します。
4、私たちは、地域の連携を拡げます。
私たちは、子供虐待のない社会を目指します。

## オレンジリボンマーク
オレンジリボンマークは、NPO法人児童虐待防止全国ネットワークによって商標登録されている。登録の目的は、オレンジリボンマークを商用目的に使用されることのないよう、また本来の趣旨に反して使用されることを防ぎ、誰もが安心して身に付けられるよう、また、信頼のもとに使用できるようにである。ただし、商用でない子供虐待防止活動には使うことができる。児童虐待の意味合いでオレンジリボンマークを使用する場合は児童虐待防止全国ネットワークへの連絡が必要である。

## 児童虐待防止推進月間
厚生労働省は2007年の11月から、毎年11月を児童虐待防止推進月間とし、各都市・各地域にて、オレンジリボンの啓蒙活動や、イベント実施を推進。また、市街をオレンジの色で埋め尽くそうという計画を推進している。

## 協賛活動
- 埼玉西武ライオンズ - 毎年「SAVE THE HOPE ライオンズオレンジリボン運動」デーと銘打った試合を開催しており、当該試合では監督、コーチ、選手がオレンジリボンのロゴ入りキャップとユニフォームを着用するほか、西武ドーム内をオレンジ色に装飾している。
- Power of Belief - オレンジリボンキャンペーンタイアップソング
- 東京都 - 毎年11月に都庁第一本庁舎をオレンジ色にライトアップしている[9]。

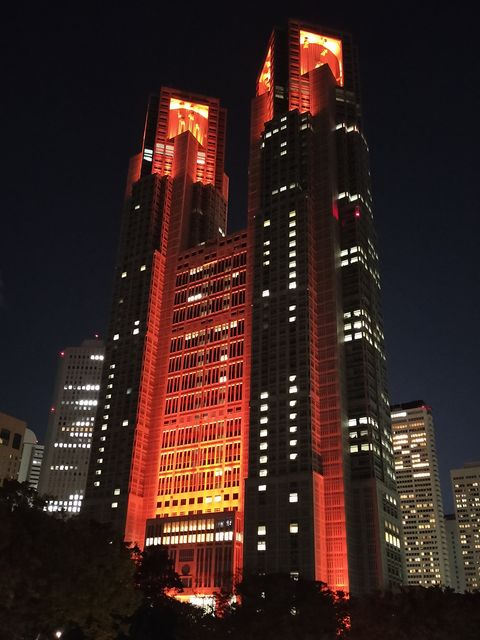
都庁のライトアップ（2023年11月）